# Additiepolymerisatie
Additiepolymerisatie, oftewel polyadditie, ketenpolymerisatie of ketengroeipolymerisatie is een polymerisatietechniek waarbij monomere moleculen aan elkaar adderen tot een groeiende polymere keten volgens de reactie:
nM (monomeer) → (-M-)n (polymeren)
De belangrijkste eigenschappen van additiepolymerisatie zijn:
- De polymerisatie vindt plaats in drie te onderscheiden stappen:

1. Radicaalvorming of ionvorming en initiatie. Een radicaal of het ion 'biedt zich aan' bij het monomeer (aan de onverzadigde binding). 
Voor radicaalvorming is een toevoer van energie nodig (h*ν of thermisch). Bij ionische polymerisatie is een co-initiator nodig (kationisch: tert-butylchloride; anionisch: butyllithium). Typische initiators zijn organische verbindingen met een instabiele groep, zoals azo (-N=N-), disulfide (-S-S-) en peroxide (-O-O-). Twee voorbeelden van initiators zijn benzoylperoxide en azo-bis-isobutyronitril (AIBN).
2. propagatie, de eigenlijke additie van monomeren, volgens steeds hetzelfde principe. De energie van het radicaal of ion wordt overgedragen op het adderende monomeer, zodat de keten kan groeien.
3. Terminatie, dat gebeurt of door combinatie of door disproportionering. Terminatie bij radicaalpolymerisatie vindt plaats als twee vrije radicalen met elkaar combineren en zodoende het polymerisatieproces stopzetten. Dit is echter niet de hoofdreden tot terminatie. Terminatie komt meestal voor omwille van overdracht naar het monomeer (kationische polymerisatie en anionische polymerisatie in protische oplosmiddelen), het opraken van monomeer (anionische polymerisatie in aprotisch oplosmiddel) of het 'uitgewerkt' zijn van het radicaal.

- Er kunnen zijreacties optreden.
- Anders dan bij condensatiepolymerisatie wordt er een hoog molecuulgewicht gevormd bij lage conversies en worden kleine moleculen niet geëlimineerd in het proces.
- Nieuwe monomeren adderen aan de groeiende polymere keten via reactieve actieve centra, zoals: vrije radicalen (in vrije radicaalpolymerisatie), carbokationen (in kationische additiepolymerisatie), carboanionen (in anionische additiepolymerisatie) en organometallische complexen (in coördinatiepolymerisatie).
- Het monomere molecuul kan een onverzadigde verbinding zijn (zoals ethyleen of acetyleen) of een alicyclische verbinding bij een ringopeningspolymerisatie.
- Bij speciale reactanten en speciale reactiecondities is een additiepolymerisatie een levende polymerisatie.
- Boven een bepaalde temperatuur vindt er geen reactie plaats.

## Stereochemie
Bij additie van monomeren die een karakteristieke groep hebben (dus eigenlijk alle monomeren met uitzondering van etheen) speelt de plaatsing van de zijgroepen een belangrijke rol in het gebruik en toepassingsgebied. Er zijn 3 mogelijke manieren waarop een zijgroep kan geplaatst worden op de hoofdketen, zie tacticiteit:
- isotactisch: alle zijgroepen hebben dezelfde ruimtelijke structuur;
- syndiotactisch: alle zijgroepen hebben een om-en-om wisseling;
- atactisch: volledig willekeurige plaatsing van de zijgroepen;

Om aan de tekorten tegemoet te komen van atactische polymerisatie zijn verschillende katalysatoren ontwikkeld. Omdat deze katalysatoren nog steeds een additiepolymerisatie induceren wordt hier een lijstje van mogelijkheden gegeven:
- heterogene metaalkatalyse (Ziegler-Natta-katalysator)
- homogene metaalkatalyse (metalloceen)
- groepsoverdracht polymerisatie